# Сидоренко, Борис Степанович
Бори́с Степа́нович Сидоре́нко (10 декабря 1909, Коростышев — 26 октября 1956, Находка) — командир пулемётного взвода мотострелкового батальона 69-й механизированной бригады 9-го механизированного корпуса 3-й гвардейской танковой армии 1-го Украинского фронта. Герой Советского Союза (1943). На момент присвоения звания Героя — лейтенант, впоследствии — старший лейтенант.

## Биография
Родился 10 декабря 1909 года в городе Коростышеве, ныне Житомирской области, в рабочей семье. По национальности украинец. В 1931 году окончил Коростышевский педагогический техникум.
В октябре 1933 года призван в ряды Красной Армии. После демобилизации работал инспектором школ Будённовского района Приморского края. В 1939 году был избран депутатом районного Совета и секретарем райисполкома. Вскоре оставил пост секретаря райисполкома (оставшись депутатом Совета) в связи с назначением директором и учителем истории в Николаевской семилетней школе Будённовского (ныне — Партизанского) района Приморского края. В 1940 году стал членом ВКП(б).
В июле 1941 года вторично призван в армию. До осени 1942 года служил в тылу командиром пулемётного взвода, затем был назначен начальником эшелона и отправлен на фронт. В боях Великой Отечественной войны с апреля 1943 года. Воевал на Юго-Западном, 1-м Украинском и Забайкальском фронтах.
22 сентября 1943 года, форсировав Днепр, взвод лейтенанта Б. С. Сидоренко закрепился на плацдарме в районе села Зарубинцы Каневского района Черкасской области. В этом бою от вражеской пули погиб командир роты. Б. С. Сидоренко повёл бойцов в наступление, показывая пример мужества и отваги. Рота удержала плацдарм до прибытия подкрепления.
Указом Президиума Верховного Совета СССР от 17 ноября 1943 года за героизм и мужество, проявленные при форсировании Днепра, и участие в боях на его правом берегу лейтенанту Сидоренко Борису Степановичу присвоено звание Героя Советского Союза с вручением ордена Ленина и медали «Золотая Звезда».
В районе города Фастова лейтенант Сидоренко был тяжело ранен. После длительного лечения он снова возвратился в строй, после чего воевал против японских милитаристов в Корее в должности командира роты, а затем командира стрелкового батальона.
Демобилизовался в 1946 году в звании старшего лейтенанта, после демобилизации возвратился в Приморье. Работал заведующим районным отделом народного образования Партизанского района. Затем был направлен в распоряжение Находкинского горкома партии, по поручению которого работал директором лесозавода-стройтреста № 7, спустя некоторое время — начальником перевалочной базы этого треста. После ликвидации указанной базы был назначен помощником начальника строительного управления.
Скончался 26 октября 1956 года. Похоронен на городском кладбище Находки.

## Награды
- Герой Советского Союза (17.11.1943)
- Орден Ленина (17.11.1943)
- Орден Отечественной войны II степени
- Орден Красной Звезды
- медали СССР, в том числе:
  - медаль «За боевые заслуги»

## Память
- В 1967 году постановлением Совета Министров РСФСР имя героя было присвоено школе в селе Николаевка Партизанского района, в которой он директорствовал и преподавал историю. На стене школы установлена памятная плита. Также в селе Николаевка на памятнике, установленном в воинской части, на плите высечены имена односельчан, среди которых увековечена фамилия Героя Советского Союза Б. С. Сидоренко.
- В 1985 году в Находке, в ознаменование 40-й годовщины Победы в Великой Отечественной войне, был открыт памятник-обелиск «Победа», на мемориальной доске которого было (в числе прочих) высечено имя Б. С. Сидоренко.
- В том же 1985 году именем Б. С. Сидоренко была названа улица, на одном из домов которой установлена мемориальная доска с изображением героя и памятной надписью.
- В 2018 году в Находке прошёл этап Кубка Победы по конкуру, посвящённый памяти Б. С. Сидоренко[1]